# Polyamblyodon
Polyamblyodon is een geslacht van straalvinnige vissen uit de familie van zeebrasems (Sparidae). Het geslacht is voor het eerst wetenschappelijk beschreven in 1935 door Norman.

## Soorten
- Polyamblyodon germanum (Barnard, 1934)
- Polyamblyodon gibbosum (Pellegrin, 1914)